# Христо Бабинов
Христо М. Бабинов е български общественик, дарител и предприемач от Македония.

## Биография
Роден е в 1845 година в Крушево, тогава в Османската империя. Занимава се с търговия. Преселва се в Свободна България и се установява в София, където развива успешен бизнес и става едър фабрикант. Става първомайстор на Зидарското-еснафско сдружение в София. В 1888 година сестра му Захария М. Клисарова се жени за Антон Лопатарев, който започва работа при Бабинов, тогава вече известен софийски търговец.
Бабинов оказва финансова помощ на Илинденско-Преображенското въстание в 1903 година.
Умира в 1910 година в София. Погребан е в Централните софийски гробища.